# Танака, Тиа
Тиа Танака (англ. Tia Tanaka, род. 15 марта 1987 года) — американо-вьетнамская порноактриса и модель.
Её мать была вьетнамско-французского происхождения, а отец — вьетнамского. Тиа эмигрировала в США с матерью в возрасте одного года, некоторое время жила в Нью-Йорке, а затем переехала в Калифорнию.
Училась в той же школе, что и порноактрисы Китти Чон и Жасмин Май, с которыми подружилась. Чон подсказала Танаке идею попробовать себя в порноиндустрии. Танака начала сниматься под псевдонимами Саша Лей и Мулан Ван, прежде чем Эд Пауэрс дал ей имя Тиа Танака.
В настоящее время проживает в Калифорнии.
В 2011 году журнал Complex поставил её на 30 место в списке «50 самых горячих азиатских порнозвёзд всех времен».

## Премии и номинации
- 2007 Adam Film World award — Лучшая азиатская старлетка[3]
- 2007 Финалистка FAME Award — «Лучшая дебютантка»[4]